# بازگشت لوک خوش‌شانس
بازگشت لوک خوش‌شانس  به کارگردانی مجید کاشی فروشان، نویسندگی آرش زارع و تهیه‌کنندگی علی‌اکبر بکتاشیان محصول سال ۱۳۹۳ است. فتحعلی اویسی، قدرت‌الله ایزدی، سیاوش خیرابی بازیگران اصلی آن هستند.

## داستان
شهردار شهر بعد از دستگیر شدن دالتون‌ها، لوک خوش شانس را به یک ایالات دیگر می‌فرستد، تا تبهکارها را دستگیر کند. اما بعد از آن زلزله شدیدی رخ می‌دهد که همه مردم شهر می‌میرند. اما لوک چهل سال بعد که به آن شهر بر می‌گردد؛ همه چیز تغییر کرده‌است و می‌فهمد تاریخ آن شهر غلط است. او می‌خواهد حقیقت را روشن کند؛ وقتی به رستوران لورل و هاردی می‌رود دو تا دزد (دزد عروسک‌ها) و (رشید) به آنجا حمله می‌کنند. آنها عکس دالتون‌ها را در لباس لوک پیدا می‌کنند. او می‌گوید از بازمانده‌های زلزله است. او هم همه چیز را می‌گوید اول داستان دالتون‌ها را تعریف می‌کند: که دالتون‌ها داخل یک درخت می‌روند و خود را درخت آرزو جا می‌زنند، بعد داستان المپیک را تعریف می‌کند، که دالتون‌ها مشعل المپیک را می‌دزدند؛ و در آخر معلوم می‌شود که آن دو دزد پسرهای جو دالتون، دالتون قد کوتاه هستند؛ که وقتی هویت لوک معلوم می‌شود آن هم برای آن‌ها داستان عشق جو و منشی شهردار را تعریف می‌کنند.

## بازخوردها
این فیلم با عدم استقبال تماشاچیان و منتقدین همراه بود. همچنین گفته می‌شود که تماشاچیان فقط یک ربع فیلم را تحمل کردند و سالن های سینما را ترک کردند. این فیلم با صرف هزینه ۴۵۰ میلیون تومانی راه ورود به سینما را در پیش گرفت. این هزینه که به گفته بکتاشیان تهیه کننده این فیلم، با سرمایه گذاری ۲۰ شخص و شرکت و حتی بازیگران این فیلم تأمین شده است. این فیلم توانست ۲۶۱ میلیون تومان در سراسر کشور فروش کند و تبدیل به بمب گیشه شد.

## فیلم‌های مرتبط
- لوک خوش‌شانس (فیلم ۲۰۰۹)
- لوک خوش‌شانس (فیلم ۱۹۹۱)